# Mestaruussarja 1962
La Mestaruussarja 1962 fu la cinquantatreesima edizione della massima serie del campionato finlandese di calcio, la trentaduesima come Mestaruussarja. Il campionato, con il formato a girone unico e composto da dodici squadre, venne vinto dall'Haka.

## Squadre partecipanti
| Club         | Città       | Stagione 1961                                     |
| ------------ | ----------- | ------------------------------------------------- |
| Haka         | Valkeakoski | 3º posto in Mestaruussarja                        |
| Hangö        | Hanko       | 1º posto in Suomensarja Länsilohko                |
| HIFK         | Helsinki    | Campione di Finlandia                             |
| HJK          | Helsinki    | 6º posto in Mestaruussarja                        |
| HPS          | Helsinki    | 7º posto in Mestaruussarja                        |
| KIF          | Helsinki    | 2º posto in Mestaruussarja                        |
| KuPS         | Kuopio      | 9º posto in Mestaruussarja                        |
| MiPK         | Mikkeli     | 1º posto in Suomensarja Itälohko                  |
| Reipas Lahti | Lahti       | 5º posto in Mestaruussarja (come Viipurin Reipas) |
| TaPa         | Tampere     | 8º posto in Mestaruussarja                        |
| TPS          | Turku       | 4º posto in Mestaruussarja                        |
| VPS          | Vaasa       | 1º posto in Suomensarja Pohjoislohko              |

## Classifica finale
|  | Pos. | Squadra      | Pt | G  | V  | N | P  | GF | GS | DR  |
|  | ---- | ------------ | -- | -- | -- | - | -- | -- | -- | --- |
|  | 1.   | Haka         | 32 | 22 | 15 | 2 | 5  | 63 | 34 | +29 |
|  | 2.   | Reipas Lahti | 27 | 22 | 9  | 9 | 4  | 47 | 33 | +14 |
|  | 3.   | TaPa         | 26 | 22 | 10 | 6 | 6  | 51 | 38 | +13 |
|  | 4.   | MiPK         | 24 | 22 | 9  | 6 | 7  | 43 | 32 | +11 |
|  | 5.   | KuPS         | 23 | 22 | 7  | 9 | 6  | 35 | 28 | +7  |
|  | 6.   | HPS          | 23 | 22 | 8  | 7 | 7  | 41 | 42 | -1  |
|  | 7.   | HIFK         | 22 | 22 | 8  | 6 | 8  | 34 | 37 | -3  |
|  | 8.   | TPS          | 21 | 22 | 8  | 5 | 9  | 43 | 36 | +7  |
|  | 9.   | KIF          | 20 | 22 | 7  | 6 | 9  | 40 | 41 | -1  |
|  | 12.  | VPS          | 18 | 22 | 7  | 4 | 11 | 23 | 37 | -14 |
|  | 11.  | HJK          | 16 | 22 | 6  | 4 | 12 | 33 | 57 | -24 |
|  | 12.  | Hangö        | 12 | 22 | 3  | 6 | 13 | 46 | 84 | -38 |

Legenda:
      Campione di Finlandia e ammessa alla Coppa dei Campioni 1963-1964
      Vincitore della Suomen Cup 1962 e qualificato in Coppa delle Coppe 1963-1964
      Retrocesse in Suomensarja
Note:
Due punti a vittoria, uno a pareggio, zero a sconfitta.